# 華耶街 (滿地可)
華耶街（法語：rue Le Royer）是加拿大安大略省滿地可的一條街道，位於滿地可老城，聖母聖殿東南邊。
街道分為華耶西街（rue Le Royer ouest）與華耶東街（rue Le Royer est）。華耶西街介乎聖珞凌大道與聖若翰洗者大道之間。

## 外部連結
- Fiche d'un espace public : Cours Le Royer （页面存档备份，存于）
- Les 5 bâtiments （页面存档备份，存于）
- Localisation
- Musée McCord : Le Royer （页面存档备份，存于）